# 458 (szám)
A 458 (római számmal: CDLVIII) egy természetes szám, félprím, a 2 és a 229 szorzata.

## A szám a matematikában
A tízes számrendszerbeli 458-as a kettes számrendszerben 111001010, a nyolcas számrendszerben 712, a tizenhatos számrendszerben 1CA alakban írható fel.
A 458 páros szám, összetett szám, azon belül félprím, kanonikus alakban a 21 · 2291 szorzattal, normálalakban a 4,58 · 102 szorzattal írható fel. Négy osztója van a természetes számok halmazán, ezek növekvő sorrendben: 1, 2, 229 és 458.
A 458 négyzete 209 764, köbe 96 071 912, négyzetgyöke 21,40093, köbgyöke 7,70824, reciproka 0,0021834. A 458 egység sugarú kör kerülete 2877,69887 egység, területe 658 993,04139 területegység; a 458 egység sugarú gömb térfogata 402 425 083,9 térfogategység.